# Alerte au Sud
Pour plus de détails, voir Fiche technique et Distribution.
Alerte au sud (titre italien : Allarme a sud) est un film dramatique franco-italien réalisé par Jean Devaivre, sorti en 1953. Il met en vedette Jean-Claude Pascal, Gianna Maria Canale et Erich von Stroheim,. S'agissant d'un récit d'aventures de la Légion étrangère française, il a été partiellement filmé au Maroc et réalisé selon le procédé Gévacolor. Le film a été produit par Les Films Neptune, Sirius.

## Synopsis
Jean et Serge, officiers de la Légion étrangère dans le sud marocain, sont témoins de faits mystérieux à propos desquels leur hiérarchie demande qu'ils restent confidentiels, s'agissant de l'expérimentation d'une arme nouvelle permettant de détruire les avions en vol. Serge est tué lors de son enquête : Jean décide de le venger en infiltrant l'organisation clandestine basée à Marrakech responsable de l'émetteur du « rayon de la mort ».

## Fiche technique
- Titre : Alerte au sud
- Titre italien : Allarme a sud
- Réalisation : Jean Devaivre
- Scénario : Jean Devaivre et Jean-Paul Le Chanois, sur une idée de André-Paul Antoine
- Producteur : Neptune (Jean-Devaivre producteur) et Sirius (Antoine de Rouvre/ Lucien Masson)
- Producteur délégué : Pierre Meyrat
- Dialogues : Jean-Paul Le Chanois
- Photographie : Lucien Joulin
- Musique : Joseph Kosma
- Son : Pierre Calvet
- Montage : Raymond Lamy
- Décors : Robert Hubert
- Costumes : Pierre Balmain
- Directrice de production : Simone Devaivre
- Sociétés de production : Neptune Films - Sirius Films - Fonoroma
- Tournage : du 2 mars au 15 mai 1953
- Pays d'origine :  France /  Italie
- Format : couleur - 1,37:1 - mono
- Genre : film dramatique
- Durée : 110 min
- Dates de sortie :
  - France : 15 novembre 1953
  - Italie : 10 mars 1954
- Affiche : Jacques Bonneaud (France)

## Distribution
Ci-dessous le tableau de distribution,.
| Acteur              | Personnage              | Détails              | Voix française |
| ------------------- | ----------------------- | -------------------- | -------------- |
| Jean-Claude Pascal  | Jean Pasquier           | Officier légionnaire |                |
| Gianna Maria Canale | Nathalie Provence       | Danseuse             | Claire Guibert |
| Erich von Stroheim  | Conrad Nagel            |                      |                |
| Jean Tissier        | Guillaume Provence      |                      |                |
| Albert Dinan        | Roland                  |                      |                |
| Lia Amanda          | Michèle                 | Fiancée de Jean      |                |
| Daniel Sorano       | Serge Depoigny          | Officier légionnaire |                |
| Thomy Bourdelle     | Berthier                |                      |                |
| Daniel Lecourtois   | Le commandant           |                      |                |
| John Murat          | Le colonel              |                      |                |
| Marcel Peres        | Le général              |                      |                |
| Peter van Eyck      | Howard                  |                      |                |
| Antoine Balpetre    | Le juge                 |                      |                |
| Paulette Andrieux   | La petite rousse        |                      |                |
| Ricardo Francoeur   | Le commissaire          |                      |                |
| Dario Michaelis     | Celui avec la cicatrice |                      |                |
| François Joux       |                         |                      |                |
| Marcel Portier      |                         |                      |                |